# Culicoides flavipes
Culicoides flavipes är en tvåvingeart som beskrevs av Vimmer 1932. Culicoides flavipes ingår i släktet Culicoides och familjen svidknott.
Artens utbredningsområde är Israel. Inga underarter finns listade i Catalogue of Life.